# Mythologische Malerei
Als mythologische Malerei werden Werke der Malerei bezeichnet, bei denen der Maler eine Figur oder eine Szene aus der Mythologie darstellt. Viele Maler haben solche Bilder geschaffen und sich dabei von der griechischen, römischen, ägyptischen oder nordischen Mythologie inspirieren lassen. 

## Einführung
Der Begriff „Mythologie“ stammt vom altgriechischen μυθολογία / muthología - von μῦθος / mûthos (mythos), „Wort“ (oder „Fabel“, „Mythos“) und λόγος / lógos (logos), „Rede“, „Vernunft“. Mythologische Erzählungen werden seit Jahrhunderten durch das gesprochene Wort überliefert, in Form von Märchen, welche die Geschichte von Menschen und Göttern erzählen. Die Mythologie gab den Menschen rationale Erklärungen für Unerklärliches wie die Naturereignisse Regen oder Blitzschlag. Die griechische Mythologie wurde im Verlauf der Kunstgeschichte oft dargestellt. Dank zahlreicher Bücher und der Malerei ist sie erhalten geblieben. Sie hat heute eine ikonische und symbolische Rolle in der künstlerischen Darstellung. Viele Kunstwerke greifen ikonische Codes aus der mythologischen Malerei auf, um einen Sachverhalt oder ein Merkmal des Werks zu bezeichnen.

## Mythologie in der Malerei

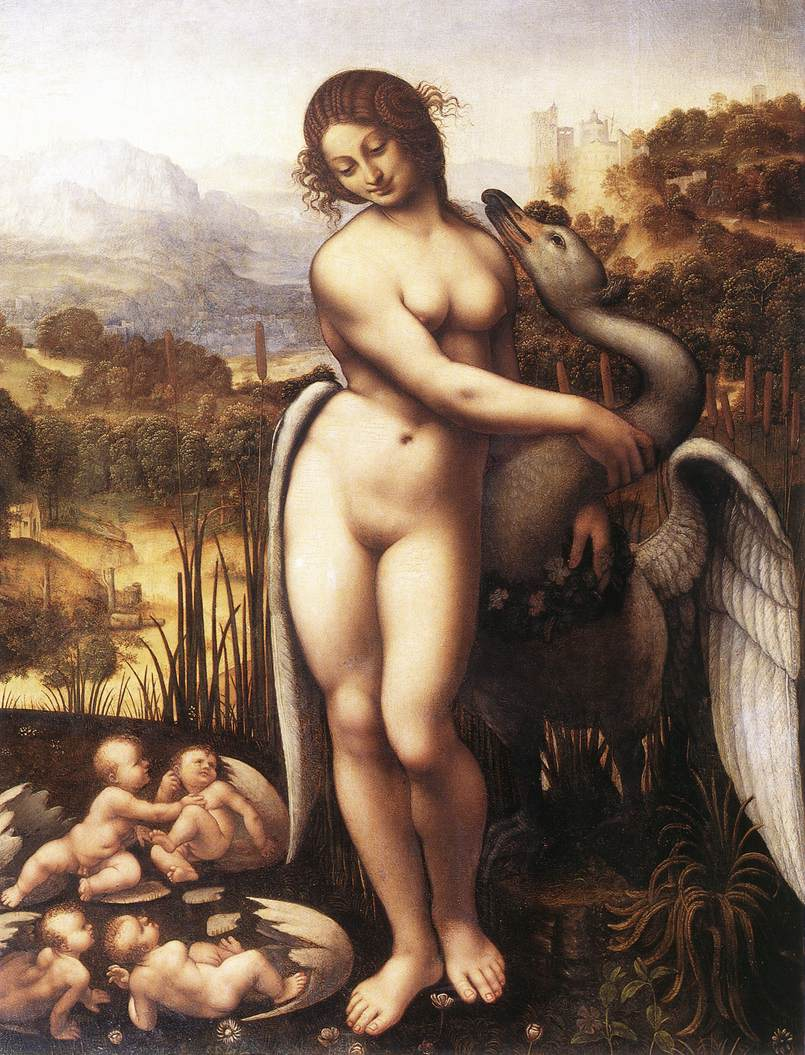
Leonardo da Vinci: Leda und der Schwan

### Ästhetik: Neue Darstellung des Körpers
Die mythologische Malerei bricht mit der mittelalterlichen Malerei, wie man an der Darstellung des menschlichen Körpers sehen kann. Sie stellt teilweise oder ganz nackte Körper dar, während in der mittelalterlichen Malerei nur Christus seinen Körper in einem Bildwerk enthüllen durfte. Die mythologische Malerei bemühte sich um die Darstellung von Schönheitsidealen für die Körper der damaligen Zeit, die insbesondere von den Schönheitsidealen des antiken Griechenlands beeinflusst wurden. Das Ideal der Frau wird in der mythologischen Malerei insbesondere durch die Darstellung der Göttin Aphrodite, welche die Schönheit verkörpert, repräsentiert. Die Frau wird in der mythologischen Malerei mit der Darstellung weiblicher Formen gefeiert. In der mythologischen Malerei findet man oft Themen, die in bestimmten Szenen und Ereignissen dargestellt werden. Die Malerei hat dabei die Aufgabe, das Erlebte weiterzugeben. Sie stellt Götter und Figuren aus der Mythologie dar, hat eine ikonische und symbolische Rolle und hebt die besonderen Eigenschaften der Figuren hervor. 

### Malerische Darstellung der Götter des Olymps
In der griechisch-römischen Mythologie regieren zwölf olympische Götter die Welt. Die Macht ist zwischen Zeus, welcher die himmlische Welt regiert, Poseidon, welcher die Meereswelt regiert, und Hades, welcher die Unterwelt regiert, aufgeteilt. Der Olymp war der Ort, an dem alle Götter wie eine Familie lebten. 
Ein Gemälde stellt dies dar: Das Konzil der Götter, ein Fresko des Malers Raffael, das zwischen 1515 und 1517 entstand und in der Villa Farnesina in Rom aufbewahrt wird. Die Szene zeigt ein Bankett, das traditionelle Ritual der Götter des Olymps.

#### Zeus
Zeus ist der Gott aller Götter und hat die Macht über den Olymp inne. Sein Hauptmerkmal ist, dass er Blitze einsetzen kann, um diejenigen zu bestrafen, die ihm nicht gehorchen. Seine Frau ist Hera, aber er ist dafür bekannt, dass er zahlreiche Eroberungen von Liebhabern hat. Zeus wird oft mit einem Bart dargestellt und hält in seiner Hand ein Zepter. 
Ein Gemälde von Jean-Auguste-Dominique Ingres zeigt ihn an der Seite von Thetis: Jupiter und Thetis, gemalt zwischen 1810 und 1811. Auf diesem Gemälde sind die Attribute zu sehen, die ihm symbolisch zugesprochen werden, nämlich der Blitz und das Zepter.

#### Aphrodite / Venus

Sandro Botticelli: Die Geburt der Venus

Der Name Aphrodite stammt vom griechischen Wort aphros, das Gischt bedeutet, und bezieht sich auf ihre Geburt am Meer. Sie ist die Göttin der Liebe und der Schönheit und wird häufig in der griechischen mythologischen Malerei dargestellt, da sie das Symbol der Weiblichkeit ist. Auf dem Olymp ist sie eine Verführerin. 
Eines der bekanntesten Gemälde die Darstellung ist Die Geburt der Venus von Sandro Botticelli. Es gibt auch Mars, Venus und die Liebe, das um 1540 von Lambert Sustris gemalt wurde und im Musée du Louvre in Paris aufbewahrt wird. Im Vordergrund ist eine Taube zu sehen, die das heilige Tier der Aphrodite ist. Im Hintergrund ist Mars zu sehen, erkennbar an einem Helm, der sich auf den Weg zu Aphrodite macht. Venus, Mars und Amor ist ein weiteres Gemälde, das die beiden Liebenden darstellt. Es wurde 1505 von Piero di Cosimo gemalt und befindet sich in der Sammlung der Gemäldegalerie in Berlin. Mars verfiel ständig dem Charme von Aphrodite. 

#### Apollon / Apollo

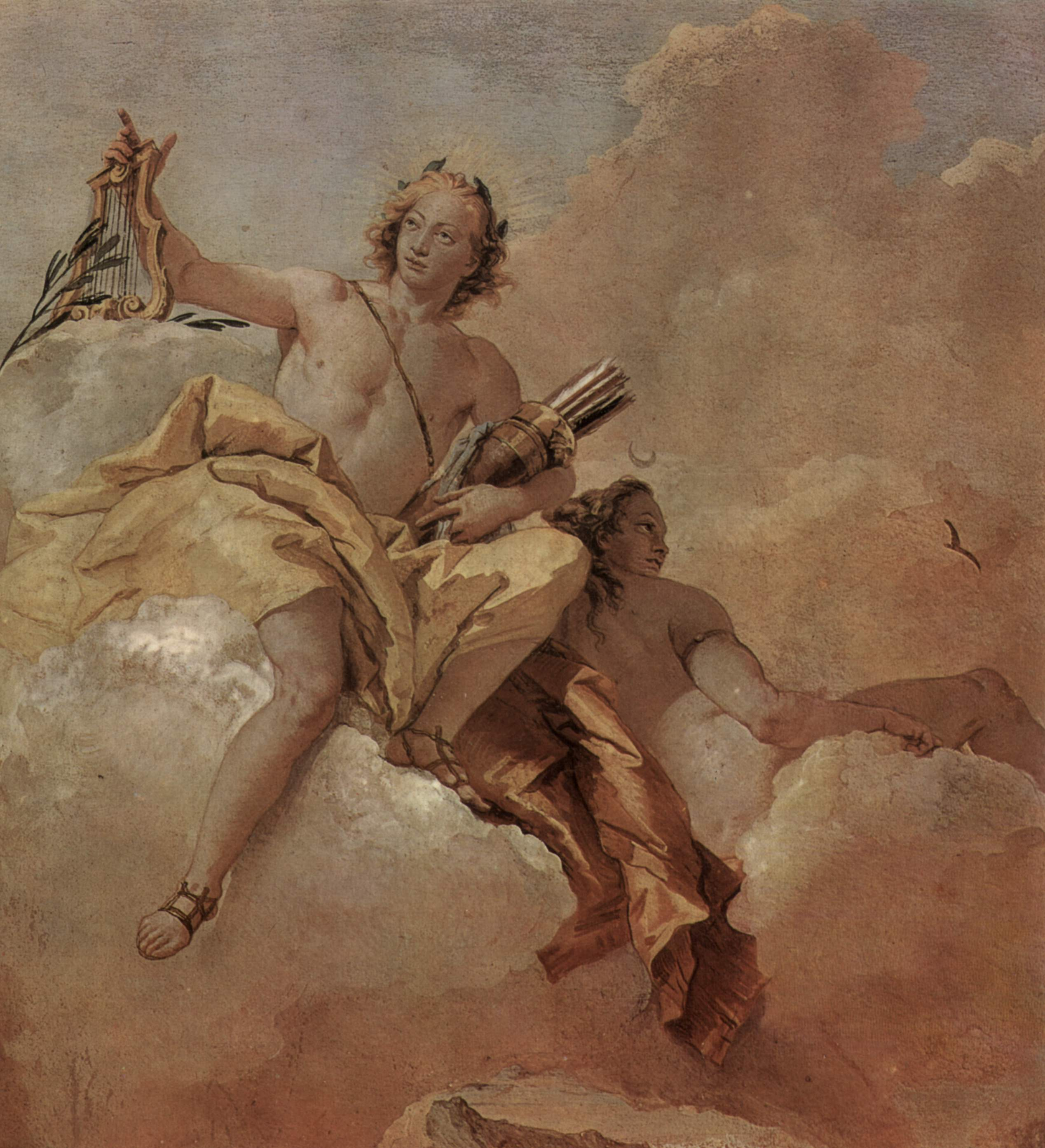
Giovanni Battista Tiepolo: Apollo und Diana

Er ist der Sohn von Zeus und wurde auf der Insel Delos geboren. Delphi ist die Stadt, in der Apollon verehrt wird und wo er den anderen Göttern und den Menschen Orakel verkündet. Apollon hat zwei Seiten seiner Persönlichkeit: eine wohlwollende und eine bösartige. Im Trojanischen Krieg zum Beispiel verbreitete er eine Seuche auf der griechischen Seite. Er gilt auch als Erfinder der Musik, da er Orpheus die siebensaitige Leier schenkte. Bei Banketten leitet er den Chor der Musen. In der griechischen mythologischen Malerei wird er meist mit einem nackten Körper und einem Lorbeerkranz auf dem Kopf dargestellt. Er hat auch eine lange Tunika und ein Musikinstrument in den Händen wie eine Zither oder eine Geige. 
Apollon ist auf dem Gemälde Apollon, der den Sonnenwagen lenkt zu sehen, das Guido Reni 1614 malte und das in Rom im Palazzo Pallavicini Rospigliosi aufbewahrt wird. Das Gemälde ist ein Ideal der klassischen Malerei. 

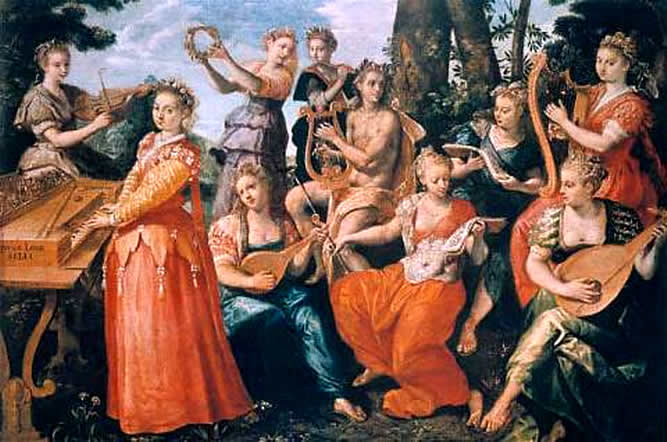
Martin de Vos: Apollo und die Musen

Apollon ist auch in dem Fresko Apollo und Diana von Giovanni Battista Tiepolo aus dem Jahr 1757 dargestellt, das in der Villa Valmarana ai Nani aufbewahrt wird. In diesem Werk wird er mit einer goldenen Lyra dargestellt, die er stolz mit einem Arm hochhebt. Er ist der Musiker, der den Olymp bezaubert. Er ist auch in einem Gemälde von Martin de Vos mit dem Titel Apollo und die Musen zu sehen, das 1570 gemalt wurde und im Königlichen Museum für Schöne Künste in Brüssel aufbewahrt wird.

### Künstler der italienischen Renaissance

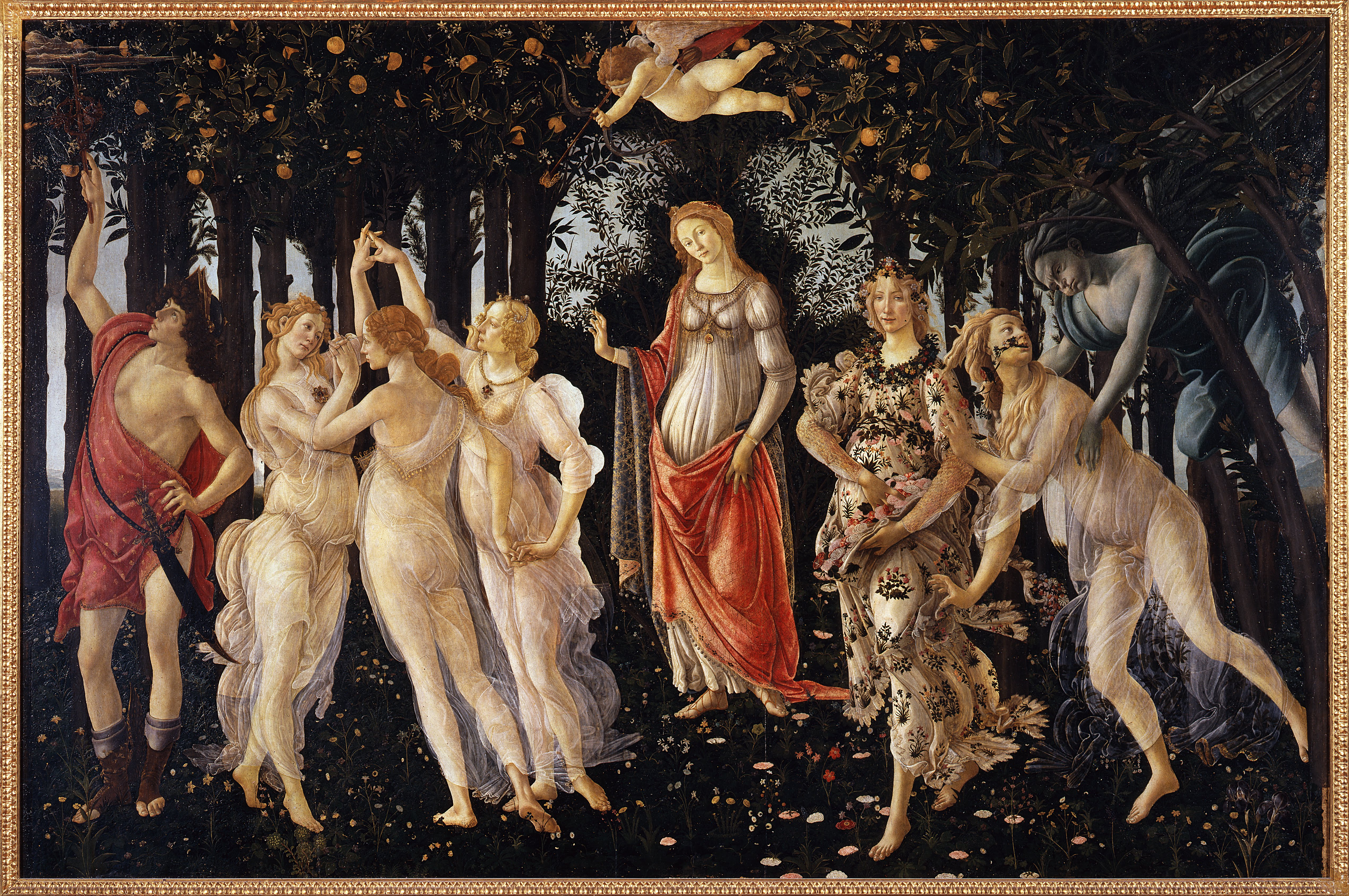
Sandro Botticelli: Der Frühling

Renaissance (das französische Wort für „Wiedergeburt“) bezeichnet eine sich über drei Jahrhunderte erstreckende europäische Kulturepoche in der Zeit des Übergangs vom Mittelalter zur Neuzeit. Die Periode der italienischen Renaissance ist eine Malrichtung in der Kunstgeschichte aus dem 15. Jahrhundert und eine üppige Periode in der Darstellung der griechischen Mythologie. Künstler wie Sandro Botticelli oder Agnolo Bronzino wählten mythologische Themen für ihre Gemälde. Der Frühling ist ein Gemälde, das eine mythologische Szene darstellt und von Sandro Botticelli 1478 als Auftragsarbeit geschaffen wurde. Botticelli war unter anderem mit einigen seiner Zeitgenossen an der Ausschmückung der Sixtinischen Kapelle beteiligt. Mehrere Werke, die in dieser Zeit entstanden, waren Auftragsarbeiten für die Familie der Medici. 

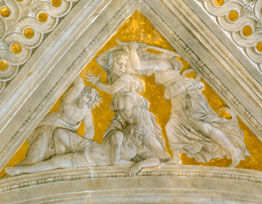
Andrea Mantegna: Der Tod des Orpheus

Die Camera degli Sposi ist ein dekoratives Ensemble, das von Andrea Mantegna 1473–1474 geschaffen wurde. Es befindet sich im ersten Stock des Nordturms des Castello di San Giorgio. Das Gemälde besteht aus einfarbigen Fresken zu mythologischen Themen wie Orpheus, Herkules und Arion.